# Гиснет, Моррис
Моррис Гиснет (идиш מאָריס גיסנעט‎, англ. Morris Gisnet; 1880, Бричаны, Хотинский уезд, Бессарабская губерния — 1960, Паско, Флорида) — американский еврейский писатель
, драматург, юрист. Писал на идише и английском языке.

## Биография
Родился в Бричанах, провёл детские годы в Липканах. Родители — Соломон Гиснет (1852 — после 1940) и Голда Гиснет (1853—1931). У него было пятеро братьев и сестёр. Получил домашнее образование со странствующим репетитором, затем с домашними учителями — прозаиком Идлом Штейнбергом и его братом Срулом Штейнбергом. В пятнадцатилетнем возрасте пытался поступить в липканское народное училище, но из-за отсутствия официального свидетельства о рождении не был принят. Ему также не удалось поступить в русскую гимназию в Каменец-Подольском и в 1896 году Моррис Гиснет эмигрировал в Америку. Поселившись в Нью-Йорке, работал на ткацкой фабрике и оказался вовлечён в рабочее движение. Одновременно изучал английский язык на вечерних курсах. Впоследствии получил высшее образование и в 1904 году окончил юридическую школу Нью-Йоркского университета. Занимался адвокатской практикой в Нью-Йорке (Бруклин), последние годы жизни провёл во Флориде. Баллотировался в Палату представителей США по списку социалистов от Нью-Йорка в 1928 году.
Начал публиковать рассказы в ежедневной газете «Форвертс», затем публиковал художественную прозу и драматургию в нью-йоркских периодических изданиях, в том числе «Фрайе арбетер штиме» (свободный рабочий голос) и «Цайтгайст» (дух времени). Его пьесы пользовались значительным успехом и были поставлены еврейскими театральными труппами в различных городах Америки. Первая пьеса, «Морис дер оперейтер» (Морис-оператор) получила одобрение драматурга Янкева Гордина и была поставлена в Turn Hall на Четвёртой стрит в Нью-Йорке режиссёром Максом Гебилом. В 1900—1909 годы написал множество пьес, среди которых «Шейнделе одер ди геброхене херцер» (Шейнделе, или разбитые сердца, 1900), «Дер идишер нахес» (еврейское счастье, 1903), «Дер апикойрес» (вольнодумец, 1906), «Дер ткиес-каф» (договор, 1908). Пьеса «Гелт» (деньги) была опубликована отдельным изданием в 1914 году. Последняя пьеса «Дер хойпт-эйдес» (главный свидетель) была поставлена в 1938 году.
В сборник прозы «Ди хупэ-нахт» (ночь венчания, 1927) вошли рассказы и очерки 1902—1912 годов, некоторые из которых («Югенд-либэ» — подростковая любовь и «Мисес Бинкис тфилэ» — молитва миссис Бински) были первоначально опубликованы на английском языке в социалистической газете «The Call» (призыв) и переведены на идиш самим автором. В 1931 году вышла его англоязычная книга «A Lawyer Tells the Truth» (Адвокат рассказывает правду), в которой он рассматривал моральные аспекты адвокатской и судебной практики. В поздние годы Гиснет посетил Израиль и начал публиковаться на иврите.

## Семья
Жена — Роуз Гиснет (урождённая Липсон, 1890—?), избиралась президентом женского отдела ОРТ; дочь — Рита Гиснет Генесин (англ. Rita Gisnet Genecin, 1923—2000), художник-абстракционист по тканям, коллекционер.

## Публикации
- געלט (гелт — деньги, драма в 4-х действиях). Нью-Йорк: Yidishe Play Publishing, 1914[13].
- די חופּה-נאַכט (ди хупэ-нахт — ночь венчания). Нью-Йорк: Yiddish Lebn, 1927.
- A Lawyer Tells the Truth. Нью-Йорк: J. P. Kahn / The Concord, 1931. — 160 pp.[14]